# Proof
DeShaun Dupree Holton (2 octombrie 1973 - 11 aprilie 2006), cunoscut mai mult după numele de scenă "Proof", a fost un rapper și textier american din Detroit, Michigan. De-a lungul carierei sale a făcut parte din trupele Goon Squad, 5 Elementz, Promatic și, cel mai notabil, din D12. În copilărie a fost prieten apropiat de-al rapperului Eminem, care locuia pe aceeași stradă. În 2006, Proof a fost împușcat și ucis în urma unei altercații la clubul CCC din Detroit.

## Discografie
Albume solo
- 2004: I Miss the Hip Hop Shop
- 2005: Searching for Jerry Garcia

Discografie cu D12
- 1997: The Underground EP
- 2001: Devil's Night
- 2004: D12 World

## Filmografie
- 8 Mile (2002), Lil Tic
- The Longest Yard (2005), Basketball Convict

## Videografie
- "Age Ain't Nothing But a Number" (1995), extra
- "The Real Slim Shady" (2000), extra
- "Shit on You" (2000)
- "Purple Pills" (2001)
- "Fight Music" (2001)
- "Rap Name" (2002), extra
- "Nightmares" (2003), extra
- "My Band" (2004)
- "40 Oz" (2004)
- "How Come" (2004)
- "U R The One" (2004)
- "Like Toy Soldiers" (2005) - acting as Bugz
- "Welcome 2 Detroit" (2005), extra
- "Gurls Wit Da Boom" (2005)
- "When The Music Stops"  (2005)
- In Da Club- 50 Cent (2003) extra
- "Superman"- Eminem (2002) extra